# Vyšné Repaše
Vyšné Repaše jsou obec na Slovensku v okrese Levoča. První písemná zmínka o obci pochází z roku 1323. V obci žije 92 obyvatel.